# Panthére
Il Panthére è stato un cacciatorpediniere della Marine nationale, appartenente alla classe Chacal.

## Storia
Fu completato nel 1927.
Il 27 novembre 1942, in seguito all'occupazione tedesca dei territori della Francia di Vichy, si autoaffondò a Tolone insieme al resto della flotta francese per evitare la cattura. 
Fu tuttavia giudicato riparabile e fu quindi riportato a galla. Trainato in un porto ligure nel marzo 1943, fu sottoposto a lavori di ricostruzione; fu quindi incorporato nella Regia Marina ricevendo il nominativo di FR 22. Durante i lavori di ripristino fu incrementato l'armamento antiaereo, con l'imbarco di 2 mitragliere Breda 37/54 da 37 mm e 10 Breda 20/65 Mod. 1935 da 20 mm.
Fu uno dei soli quattro cacciatorpediniere ex francesi incorporati nella Regia Marina a tornare effettivamente in servizio, a partire dalla primavera del 1943. 
Svolse un servizio piuttosto breve, venendo impiegato in missioni di trasporto veloce di truppe. 
Nella notte tra il 6 ed 7 agosto 1943 imbarcò Benito Mussolini a Ponza, dov'era stato inizialmente incarcerato dopo la caduta del fascismo, e lo trasportò a La Maddalena, giungendovi, dopo una navigazione tormentata dal mare mosso, alle 14.20 dell'8 agosto.
L'armistizio sorprese l’FR 22 di nuovo ai lavori a La Spezia: il 9 settembre 1943, per evitare la cattura da parte dei tedeschi, la nave si autoaffondò nel porto della città.